# Stockton (Missouri)
Stockton – miasto w Stanach Zjednoczonych, w stanie Missouri, siedziba administracyjna hrabstwa Cedar.